# 夏器错
夏器错是一个位于中国青海省果洛藏族自治州的湖泊，面积约为1.09平方千米，属于青藏高原。它的一级流域为黄河流域，二级流域为黄河干流水系。